# Travis Stever

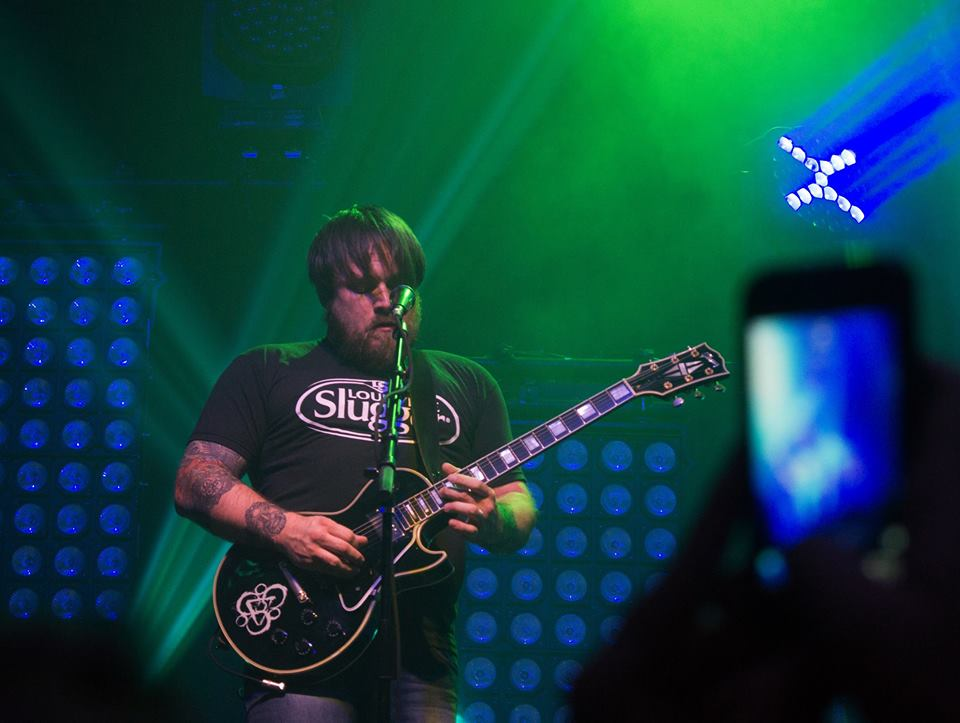
Travis Stever

Travis Stever nació en 1978 y es guitarrista de la banda neoyorquina de rock progresivo Coheed and Cambria.

## Biografía
Stever formó, junto a Claudio Sanchez, Toxic Parents y Beautiful Loser. En ellas Stever era el cantante y guitarrista principal. Pero en junio de 1995, poco antes de renombrarse Shabütie, abandona. Cuatro años más tarde vuelve y participa en la grabación del The Penelope EP, último trabajo de la banda como Shabütie.
En 2000 forma, junto a Claudio Sanchez, Michael Todd y Josh Eppard, Coheed and Cambria. Ya en Shabütie y ahora en Coheed and Cambria, Stever ocupa el puesto de segundo guitarrista y voces secundarias. En 2006, Eppard y Todd abandonan la formación, quedando Stever y Sanchez como los únicos miembros originales de la banda.

## Proyectos paralelos
Fire Deuce es un proyecto paralelo de Stever donde han participado integrantes de Coheed and Cambria como Claudio Sanchez y Josh Eppard. Muy influenciado por el metal de los 80, Stever tiene un EP en el mercado, Children of the Deuce.
The English Panther es el nombre que recibe su proyecto en solitario y, también, el nombre del único disco que tiene con este proyecto. También ha colaborado en el The Prize Fighter Inferno de Claudio Sanchez.
- Datos: Q18598